# 앙드레 페터만
안드레아스 에밀 페터만(Andreas Emil Petermann, 1922년 9월 27일~2011년 8월 21일)은 앙드레 페터만(André Petermann)으로 알려진 스위스의 이론물리학자로, 재규격화군을 도입하고, 쿼크와 유사한 모형을 제안하며, 뮤온의 이상 자기 쌍극자 모멘트와 관련된 연구로 알려져 있다.
페터만은 1952년 5월 로잔 대학교에서 에른스트 슈튀켈베르크 교수의 지도 아래 박사 학위를 받았다. 이 연구는 스위스 원자력 위원회로부터 자금을 지원받았다. 로잔을 떠난 페터만은 영국 맨체스터 대학교로 옮겼고, 1955년에는 유럽 입자 물리 연구소 직원으로 합류했다. 당시 유럽 입자 물리 연구소 이론 부서는 여전히 코펜하겐 대학교에 있었다. 이후 1957년 유럽 입자 물리 연구소 실험 그룹과 함께 제네바로 이전했다.

## 업적

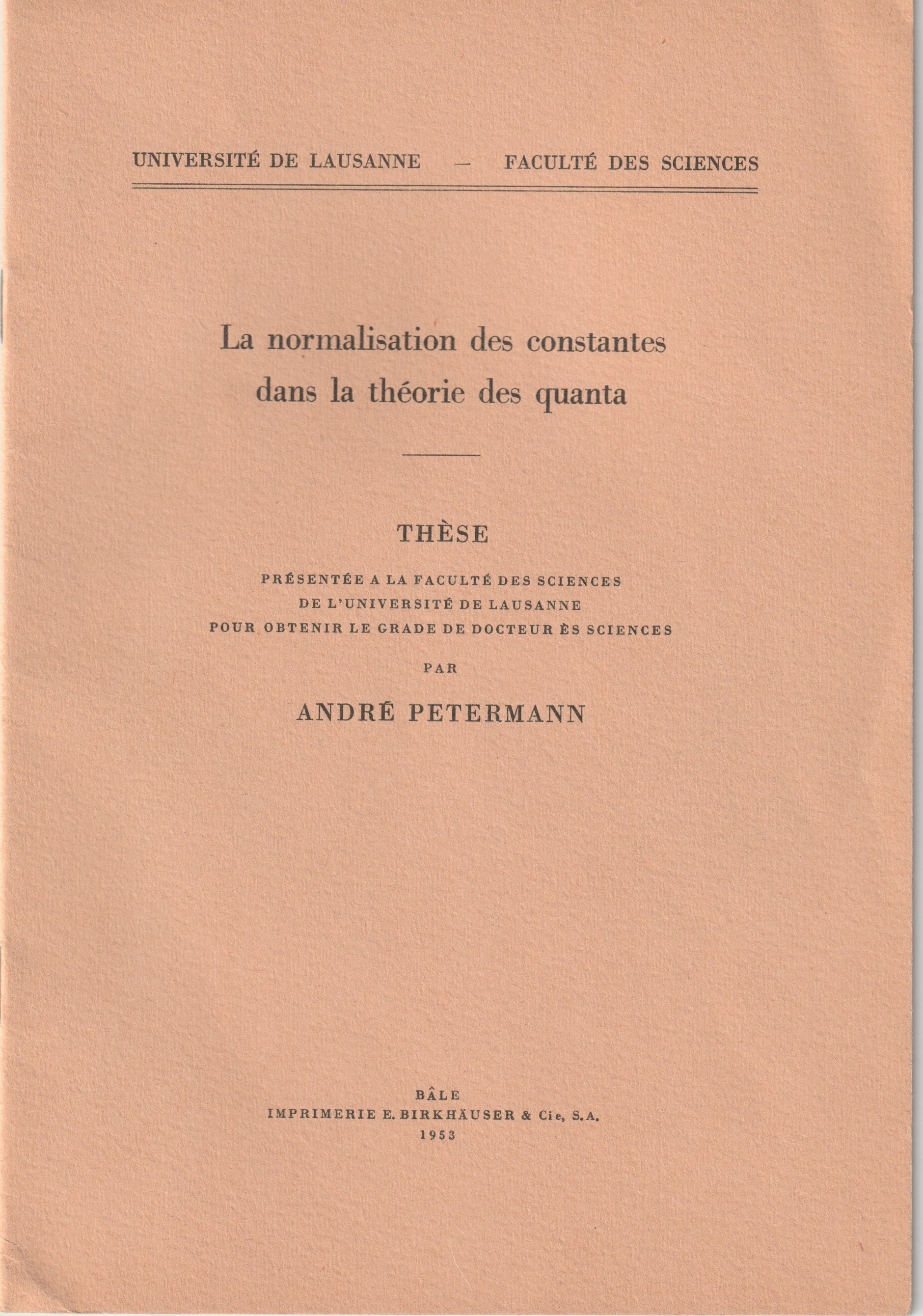
앙드레 페터만의 박사 학위 학위논문 "양자 이론에서 상수의 정규화(La normalisation des constantes dans la théorie des quanta)" 표지 복사본, 로잔 대학교, 1952년.

1953년, 페터만은 그의 지도 교수였던 에른스트 슈튀켈베르크와 공동으로 물리적 결합이 에너지에 따라 변화하는 것을 기술하는 "재규격화군"을 도입하고 명명했다. 그는 또한 명확히 독립적으로, 매우 추상적이고 사변적인 형태이기는 하지만, 쿼크의 개념을 고안했다. 페터만은 "벡터 중간자의 이상함수 특성과 질량 공식(Propriétés de l'étrangeté et une formule de masse pour les mésons vectoriels)"이라는 4페이지짜리 논문을 뉴클리어 피직스 학술지에 제출했는데, 학술지는 이 논문을 1963년 12월 30일에 접수했지만 1965년 3월까지 출판하지 않았다. 이 논문에서 페터만은 머리 겔만이 명명한 쿼크와 조지 츠바이크가 1964년 약간 더 늦게 두 편의 CERN-TH 예비 논문에서 명명한 "에이스"로 알려지게 된 개념을 논의했다. 겔만의 피직스 레터즈 출판물은 1964년 1월 초에 제출되었다.

페터만은 또한 뮤온의 이상 자기 쌍극자 모멘트에 대한 다음-최선 차수 보정을 선구적으로 계산한 것으로도 기억된다.
페터만은 과학 논문에 서명할 때 일관성이 없었다. 경력 초반에는 페터만(Petermann)을 사용했고, 그 다음에는 페터만(Peterman)을 사용했으며, 나중에는 두 가지 형태를 번갈아 사용했다. 그의 저작 목록은 INSPIRE-HEP 문헌 데이터베이스 에서 찾을 수 있다.